# Пермская городская электричка
Пе́рмская городска́я электри́чка — вид общественного транспорта Перми, организованный на базе инфраструктуры Свердловской железной дороги — железнодорожных путей, проходящих по территории города. С 2022 года состоит из трёх направлений и кольцевого маршрута.

## История и современность
Движение городской электрички в Перми было открыто 28 июля 2004 года по маршрутам Пермь II — Лёвшино, Пермь II — Курья и «сквозному» маршруту Лёвшино — Курья общей протяжённостью 32 км. Для организации перевозок были выделены два шестивагонных электропоезда ЭД4М. Электричка связала удалённые Орджоникидзевский и Кировский районы Перми с центром города; стоимость проезда независимо от маршрута поездки составляла 6 рублей.
С 6 декабря 2004 года маршрут следования двух пар электричек был продлён от Лёвшино до станции Голованово. В 2006 году линия городской электрички продлена в западном направлении до станции Оверята и увеличено количество поездов на Голованово. В итоге общая протяжённость линии Голованово — Оверята составила 50 км, на ней расположено 8 станций и 14 остановочных пунктов. По данным 2006 года услугами «наземного метро» пользовалось в среднем 4,3 тыс. человек в сутки. В апреле 2009 года общее количество пассажиров, перевезённых городской электричкой, превысило 5 млн человек.
В 2004—2005 годах обсуждались проекты электрификации железнодорожной линии Курья — Химград и продления маршрута городской электрички в Закамск, а также открытия пассажирского сообщения на участке Пермь-Сортировочная — Блочная — Лёвшино и организации движения по кольцевому маршруту.
Летом 2010 года один из поездов в утреннее время курсировал по маршруту Оверята — Пермь II — Ферма — Пермь II, но с 10 сентября 2010 года он был отменён.
С 11 ноября 2013 года маршрут пермской городской электрички был временно сокращён до станции Курья.
С 16 января 2015 года городская электричка де-факто была отменена наряду с некоторыми другими пригородными электропоездами, но в начале февраля того же года по распоряжению президента России Владимира Путина движение электропоездов восстановлено.
В начале 2017 года стоимость проезда на электричке в пределах агломерации Перми сравнялась с стоимостью проезда в остальном транспорте и составила 20 рублей. На станциях, оборудованных кассами требуется заранее приобретать билеты, либо пользоваться абонементами.
В настоящее время электричка является быстрым видом транспорта для поездок в центр Перми для жителей отдалённых районов. Например, время в пути со ст. Лёвшино до Перми II составляет 30-40 минут против 45-60 минут на автобусе.
27 января 2020 года было прекращено движение на перегоне «Пермь II — Пермь I». Пригородные поезда Горнозаводского направления стали курсировать до железнодорожного вокзала Пермь I.
17 сентября 2021 года поезда вновь начали курсировать по ранее закрытому участку «Пермь II — Пермь I». Кроме того, был продлён до станции Лёвшино маршрут «Пермь II — Краснокамск».
20 мая 2022 года из-за ограничения движения автотранспорта на период ремонта проезжей части на КамГЭС был организован временный челночный маршрут электропоезда ЭД4М «Кабельная — Лёвшино».
6 июля 2022 года была прекращена работа временного челночного маршрута между станциями Кабельная и Лёвшино в связи со снижением пассажиропотока после окончания ремонта проезжей части на КамГЭС.
В течение 2022 года был восстановлен второй железнодорожный путь на перегоне между станциями Кабельная и Лёвшино, в том числе на участке по КамГЭС. Железная дорога на этом участке была законсервирована в 1999 году, а впоследствии – демонтирована.
В 2023 году были построены и введены в эксплуатацию две низкие пассажирские платформы нового остановочного пункта «Комплекс ППИ», который юридически ранее был грузовым о.п. «10 км».

### Пермское центральное кольцо и пермские диаметры
В ноябре 2021 года руководитель Свердловской железной дороги Иван Колесников представил на заседании правительства Пермского края схему так называемого Пермского наземного метро. Совместный проект Свердловской железной дороги и Пермского края получил название «Компактный город». Организация движения электропоездов предполагалась по кольцевому маршруту и трём диаметрам по направлениям Краснокамск — Голованово (10 рейсов), Оверята — Ферма (4—5 рейсов) и Ферма — Лёвшино (3—5 рейсов). Кольцевой маршрут предполагался по правому берегу Камы, от станции Пермь II до Лёвшино, далее через плотину Камской ГЭС на правый берег, до станции Пермь-Сортировочная, затем по Камскому железнодорожному мосту на станцию Пермь II (64 рейса с интервалом 30 минут). Такая организация движения должна была обеспечить на участке Пермь II — Лёвшино интенсивность движения 121 рейс в сутки с интервалом 14—18 минут, а потенциальный пассажиропоток на всей сети предполагался в 20 тыс. человек в сутки.
Формальный старт работы по диаметрам и кольцу был произведён 30 апреля 2022 года на действующей инфраструктуре Свердловской железной дороги без каких-либо изменений, реорганизации и дополнительного строительства. В 2022 году был проведён плановый ремонт перегона «Пермь I ― Балмошная», который был включён в план-график до первого упоминания планов властей о запуске ПЦК. На 2023—2024 года запланирован ремонт ещё двух перегонов. Также восстанавливается движение по второму пути на Камской ГЭС, поезда по которому не ходили около 30 лет. 12 декабря 2022 года по новому восстановленному пути было запущено движение.

## Линии

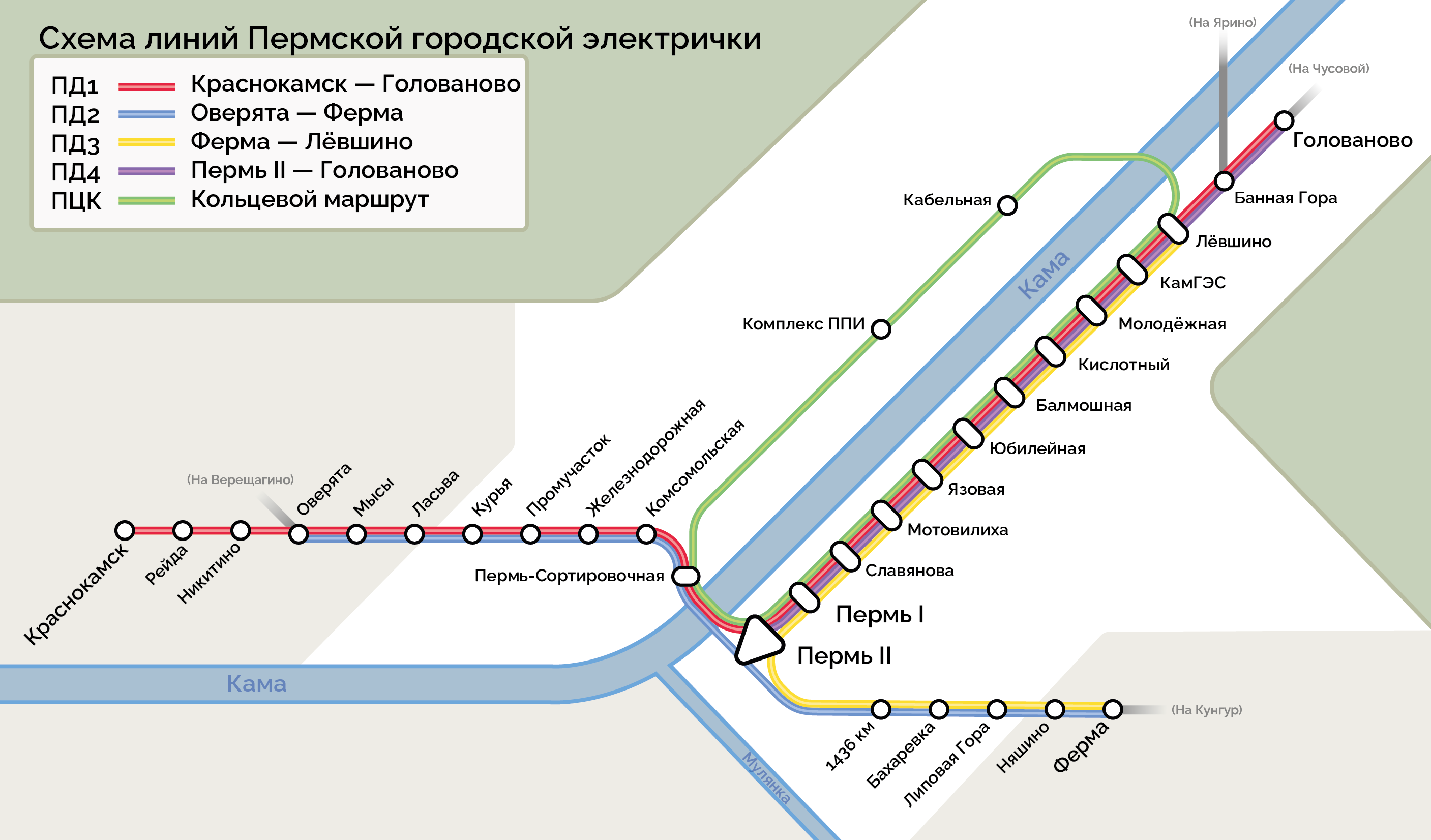
Схема линий Пермской городской электрички

С 30 апреля 2022 года движение пермской городской электрички организовано по пяти направлениям:
- ПД1 Чусовской диаметр: Оверята[уточнить] — Голованово;
- ПД2 Камский диаметр: Оверята — Ферма;
- ПД3 Сылвенский диаметр: Ферма — Левшино;
- ПД4 Егошихинский диаметр: Пермь II — Голованово;
- ПЦК Кольцевой маршрут: Пермь II — Лёвшино — правый берег — Пермь II.

Протяжённость от станции Оверята до станции Пермь II — 24 км, время в пути — 37 минут. 
Протяжённость от станции Пермь II до станции Голованово — 26 км, время в пути — 50 минут.
Названия маршрутов придумал лично губернатор Пермского края Дмитрий Махонин без общественного обсуждения и голосования по названиям малых рек Пермского края. В результате за исключением Кольцевого маршрута эти названия не используются ни юридически в документации, ни организатором перевозок и перевозчиком, ни в расписании, ни пассажирами.

## Перспективы
В период с 2022 по 2027 года Свердловская железная дорога планирует построить высокие платформы на более чем 30 остановках в Перми. Также благодаря продолжению ремонта путевого хозяйства СвЖД намерена увеличить скорость движения поездов для сокращения времени в пути.
По данным на март 2025 года, СвЖД начала строительство нового остановочного пункта «Попова» у сада Гоголя и Коммунального моста в Перми. Завершить строительно-монтажные работы должны до конца 2026 года. Анонсированные в 2023 году Минтрансом Прикамья остановочные пункты «Сосновый бор» и «Водолеево» ещё не проектировали, места размещения будущих платформ не определены.